# 소비에트
소비에트(러시아어: сове́т 소베트[*], 문화어: 쏘베트, 음역어: 소유애(蘇維埃))는 러시아 제국의 노동자·농민·병사들의 민주적 자치 기구이다. 소비에트는 러시아어로 "평의회"를 뜻한다. 1905년 10월 러시아 제국의 수도 상트페테르부르크에서 노동자 대표 소비에트가 창설되었으며 이후에 러시아 제국 각지에서 자주적인 소비에트가 설립되었다.
1917년 3월에 일어난 러시아 2월 혁명 당시에는 노동자 소비에트와 농민 소비에트 간의 연합 세력이 형성되었고 혁명 이후에 탄생한 러시아 임시 정부에서 소비에트가 실권을 잡았다. 1917년 11월에 일어난 10월 혁명으로 볼셰비키가 러시아의 정권을 잡았다. 이 혁명으로 러시아 제국은 소비에트 러시아가 되었고 1922년 소련이 탄생했다.

## 역사

### 2월 혁명 전의 소비에트
최초의 노농평의회는 러시아 왕정이 평화적 시위를 무력으로 짓밟은 피의 일요일 이후 1905년 5월에 왕정에 노골적으로 반대하는 노동자와 농민, 병사들이 이바노보를 기점으로 모스크바 북부에 민주적으로 결성한 지역평의회이다. 원래 이러한 지역평의회 결성은 초기에 공산주의자들이 주축이 된 것은 아니었고, 러시아 민중주의자들과 사회적 아나키스트들이 주축이 된 형태였다. 그러나, 러일 전쟁으로 러시아가 전시 체제에 들어가자 다수의 노동자들은 이에 파업으로 대처했고, 그 결과 수많은 공산주의자들도 노농평의회를 결성하여 이바노보와 유사한 정치 결성체를 만들었다.
1917년 2월 혁명이 진행될 당시에도 러시아 제국 내엔 이미 수많은 노농평의회가 결성된 상태였다. 이들은 명목상 자유주의 혁명인 2월 혁명에 관여하여, 혁명의 실질적인 세력으로 부상했다.

### 러시아 임시정부 시기
2월 혁명으로 멘셰비키 주도의 임시 정부가 들어섰지만, 전쟁은 멈추지 않았고 자본가들의 탄압은 다를 바 없었다. 이 당시 노농평의회에 속한 노동자, 농민은 갖가지 노동, 농민 쟁의를 일으켰으며, 케렌스키 정부에 대항했다. 케렌스키 임시 정부의 무능한 정책으로 인해 러시아의 상황이 좀처럼 나아지려는 기미가 보이지 않자 '차르 체제로의 회복'을 주장한 러시아 군대 내 왕당파(반동주의자)들이 주가 되어 쿠데타가 일어나자 케렌스키 정부는 볼셰비키에게 이들을 진압해줄 것을 부탁했으며, 이 응답에 승락하여 노농평의회는 자치적인 무장 능력을 통해 '붉은 군대'가 되었다.

### 소비에트 연방 성립 이후
1917년 10월 혁명 이후 내전을 통해 승리를 한 레닌 주도의 볼셰비키가 정권을 확실히 잡게 되자, 정치적 권리는 일부 제한이 되었고, 기존의 자치, 생산 업무에서 조금 더 분화된 임무를 맡았다. 볼셰비키는 거대하게 불어난 생산수단과 토지를 관리할 수 있는 체계, 그리고 더 많은 수의 인민들의 요구를 반영할 수 있는 풀뿌리 민주주의, 또는 직접 민주주의적 체제를 대변하는 임무를 노농평의회의 본 임무로 상정했다.
이후 노농평의회는 '지역평의회'라는 이름이 붙여졌으며, 주로 한 도시 내의 자치 행정에 관한 업무를 맡았다. 지방 분권 사회에서의 '지방 자치제도'와 같은 것이다. 하지만 권한은 미세하게 다르다. 노농평의회는 정식적인 입법권이 없지만, 한 지역의 생산 방향 결정, 행정 단위 내 인민의 요구 견지, 공산당 견제 등의 추가적 권한을 가지고 있었다. 이는 공산당이 또다른 엘리트 세력으로서 비당원 인민들에게 일방적으로 자신들의 정책을 강요할 것을 염려해서 만든 민주적 시스템이었다. 공산당 지역당 위원들은 이들과 의견 대립을 통해 정책을 결정하기도 하였다. 이러한 모습은 미하일 고르바초프가 1989년 지역평의회를 해체할 때까지 볼 수 있었던 것이었다.
몇몇 시기에는 지역평의회가 사실상 공산당 관료 조직의 하부 조직 역할을 맡았던 적이 있다. 보통 현실공산주의 국가에선 이들은 공산당과 노동조합과 더불어 3대 권력기관이라고 불리기도 하였다.

## 같이 보기
- 바이에른 평의회 공화국
- 평의회공산주의
- 연방평의회
- 자유평의회
- 참여 민주주의
- 평의회 민주주의
- 팅그
- 노동자평의회
- 토니 클리프

## 참고 자료
- 이 문서에는 다음커뮤니케이션(현 카카오)에서 GFDL 또는 CC-SA 라이선스로 배포한 글로벌 세계대백과사전의 내용을 기초로 작성된 글이 포함되어 있습니다.